# Tachycixius cyprica
Tachycixius cyprica är en insektsart som beskrevs av Dlabola 1974. Tachycixius cyprica ingår i släktet Tachycixius och familjen kilstritar.
Artens utbredningsområde är Cypern. Inga underarter finns listade i Catalogue of Life.